# Edgardo Ciani
Edgardo Ciani (Rocca San Casciano, 7 ottobre 1864 – Rocca San Casciano, 14 settembre 1942) è stato un matematico italiano.

## Biografia
Nato a Rocca San Casciano (Forlì) il 7 ottobre 1864, Edgardo Ciani frequentò le scuole tecniche di Forlì e in seguito, grazie ad una borsa di studio, si iscrisse all’Università di Pisa divenendo allievo della Scuola Normale Superiore. 
Ancora studente fu assistente di Angiolo Nardi Dei e dopo la laurea, conseguita nel dicembre 1886, fu assistente di Riccardo De Paolis e di Eugenio Bertini, figura quest’ultima che eserciterà un’influenza determinante su tutta la sua attività scientifica.
Nel 1898, dopo il matrimonio con la cugina Isolina Ciani e a causa di sopraggiunte ristrettezze economiche, abbandonò la carriera accademica divenendo insegnante di matematica prima presso il Regio Istituto Tecnico di Messina e poi presso quello di Milano.
Nel 1904 l'Accademia Nazionale Reale dei Lincei gli conferì il premio ministeriale per la matematica e dal 1906 ricoprì, a seguito di concorso, la cattedra di geometria proiettiva presso l’Università di Genova. Nella città ligure rimase per diciotto anni prestando la sua opera d'insegnante anche presso la Scuola Navale Superiore.
Chiamato nel 1924 presso la neo-costituita sezione di matematica della Facoltà di Scienze dell'Università di Firenze, fu con Giovanni Sansone il principale animatore e organizzatore dell'Istituto di Matematica. 
Collocato a riposo nel 1935, Ciani insegnò ancora per due anni come professore emerito finché nel 1937 preferì ritirarsi a vita privata nel suo borgo natio.
Socio dell'Accademia Ligustica e della Società Colombaria, si spense a Rocca San Casciano il 14 settembre 1942.

## Attività scientifica
Fortemente influenzata, per il tramite del De Paolis e soprattutto del Bertini, dalla prima fase del pensiero di Luigi Cremona, l’attività scientifica del Ciani si concentrò sullo studio di proprietà e superfici, principalmente curve e superfici algebriche (curve piane del 4º ordine e superfici del 3º ordine), nonché sull'esame di vari tipi di configurazioni (desmica, di Kummer, del pentaedro).
Profondo conoscitore anche della teoria dei gruppi finiti, Ciani produsse nell’arco della sua carriera di studioso diverse decine di importanti contributi scientifici (51 dei quali furono raccolti nel 1937 nel volume Scritti geometrici scelti) ai quali si aggiunsero quattro rilevanti testi universitari di geometria: Lezioni di geometria proiettiva e analitica (1912), Il Metodo delle coordinate proiettive omogenee nello studio degli enti algebrici (1915), Introduzione alla geometria algebrica (1931), Lezioni di geometria descrittiva (1932).
Ricercatore e didatta di notevoli qualità, Ciani ebbe tra i suoi allievi grandi matematici come Federigo Enriques e Guido Fubini.

## Fondo librario
Per volontà testamentaria, Edgardo Ciani lasciò nel 1942 alla sede di Matematica della Biblioteca di Scienze dell'Università di Firenze 242 opere (282 volumi) e una consistente miscellanea (ca. 3.915 unità) catalogata anche su catalogo cartaceo e reperibile nel catalogo delle miscellanee.

## Opere
Elenco di opere selezionate: 

### Monografie
- Lezioni di geometria proiettiva ed analitica, Pisa, Spoerri, 1912.
- Il metodo delle coordinate proiettive omogenee nello studio degli enti algebrici: séguito alle lezioni di geometria proiettiva ed analitica (PDF), Pisa, Spoerri, 1915.
- Introduzione alla geometria algebrica : lezioni di geometria superiore, Padova, CEDAM, 1931.
- Lezioni di geometria descrittiva, Padova, CEDAM, 1932.
- Scritti geometrici scelti (PDF), Padova, CEDAM, 1937.

### Articoli
- Le linee diametrali delle curve algebriche piane e in particolare i loro assi di simmetria (PDF), in Annali della Scuola Normale Superiore di Pisa. Scienze fisiche e matematiche, 1, vol. 6, Pisa, Scuola Normale Superiore, 1889,  pp. 1-160.
- Sopra la configurazione di Kummer, in Giornale di matematiche di Battaglini, 2, vol. 6, Napoli, Pellerano B., Del Gaudio S., 1889,  pp. 62-72.
- Sulla superficie diagonale di Clebsch, in Atti della Reale Accademia Nazionale dei Lincei. Rendiconti della Classe di scienze fisiche, matematiche e naturali, 4, vol. 7, Roma, Reale Accademia dei Lincei, 1891,  pp. 227-234.
- Sistemi lineari di curve algebriche piane (PDF), in Giornale di matematiche di Battaglini, vol. 33, Napoli, Pellerano B., Del Gaudio S., 1895,  pp. 57-79.
- Sopra le serie quadratiche di coniche inviluppanti la quartica piana (PDF), in Rendiconti. Istituto Lombardo. Accademia di Scienze e Lettere, 2, vol. 28, Milano, [s.n.], 1895,  pp. 659-685.
- Le bitangenti della quartica piana studiate mediante la configurazione di Kummer, in Rendiconti. Istituto Lombardo. Accademia di Scienze e Lettere, 2, vol. 31, Milano, [s.n.], 1899,  pp. 312-324.
- Contributo alla teoria del gruppo di 168 collineazioni piane, in Annali di matematica pura ed applicata, 3, vol. 5, Bologna, Zanichelli, 1901,  pp. 33-55.
- Sopra i gruppi finiti di collineazioni quaternarie, oloedricamente isomorfi con quelli dei poliedri regolari, in Annali di matematica pura ed applicata, 3, vol. 8, Bologna, Zanichelli, 1902-03,  pp. 1-37.
- Una interpretazione geometrica del gruppo totale di sostituzioni sopra sei elementi, in Annali di matematica pura ed applicata, 3, vol. 16, n. 5, Bologna, Zanichelli, 1909,  pp. 223-253.
- Le quintiche piane autoproiettive, in Rendiconti del Circolo Matematico di Palermo, vol. 36, Palermo, Circolo Matematico di Palermo, 1911,  pp. 58-78.
- Sopra alcuni gruppi notevoli di trasformazioni quadratiche piane, in Rendiconti del Circolo Matematico di Palermo, vol. 42, Palermo, Circolo Matematico di Palermo, 1917,  pp. 323-338.
- Intorno ad alcuni covarianti di curve algebriche piane, in Rendiconti. Istituto Lombardo. Accademia di Scienze e Lettere, 2, vol. 53, Milano, [s.n.], 1920,  pp. 88-96.
- Ricerche sopra le quartiche razionali doppie, in Rendiconti del Circolo Matematico di Palermo, vol. 52, Palermo, Circolo Matematico di Palermo, 1928,  pp. 185-224.
- Una nuova forma canonica della ternaria cubica (PDF), in Annali della Scuola Normale Superiore di Pisa. Scienze fisiche e matematiche, 2, vol. 1, n. 3, Pisa, Scuola Normale Superiore, 1932,  pp. 215-228.
- Il principio di minimo e le equazioni di tipo misto ellittico-paraboliche, in Rendiconti del Circolo Matematico di Palermo, vol. 61, Palermo, Circolo Matematico di Palermo, 1937,  pp. 122-138.
- Intorno alla quartica di Klein, in Bollettino della Unione matematica italiana, 2, vol. 5, Bologna, Zanichelli, 1942,  pp. 129-133.